# Campeonato Paulista de Futebol de 1968
O Campeonato Paulista de Futebol de 1968 foi a 28.ª edição do campeonato organizado pela Federação Paulista de Futebol, e teve o Santos como campeão, e Teia, da Ferroviária, como artilheiro, com vinte gols.

## História

### Disputa do título
O Santos, campeão paulista do ano anterior, teve uma campanha bem mais regular que os adversários diretos ao título, o que o tornou campeão com três rodadas de antecedência. O Santos de Pelé, Edu, Toninho Guerreiro, Carlos Alberto Torres e Clodoaldo era de fato bem superior a seus concorrentes diretos, São Paulo e Corinthians.
A Ferroviária, surpresa que terminou na terceira posição, não teve elenco para suportar a disputa em pontos corridos com o Santos. E o Palmeiras, único clube com elenco à altura do Santos, estava mais preocupado com a Libertadores, em que ficou com o vice-campeonato, deixando em segundo plano o Paulistão e adiando muitos jogos para após a última rodada do torneio.
Assim, apesar do tropeço diante do Corinthians ainda no primeiro turno, pondo fim à invencibilidade de onze anos diante do rival em Campeonatos Paulistas, o Santos conquistou o bicampeonato. No segundo turno, em 21 de abril, o clube venceu o Corinthians por 2 a 0 no Morumbi, com gols de Douglas e Pelé, abrindo uma vantagem de cinco pontos perdidos que seria decisiva para disparar na frente.
O jogo do título foi diante justamente do Palmeiras, que era o único clube que já lhe levara mais de um título na Era Pelé. De quebra, devido ao desorganizado calendário, o Palmeiras ainda poderia lhe roubar essa taça mesmo tendo apenas 9 pontos, contra 39 do Santos. O Alviverde, que deu prioridade à disputa da Libertadores, jogaria outros catorze jogos atrasados, podendo em teoria igualar os 39 pontos e forçar um jogo-desempate. O outro time que ainda disputava o título era o Corinthians, com 34 pontos, podendo chegar a 40.
Mas o Santos venceu o Palmeiras por 3 a 1, em pleno Parque Antarctica, chegando a inalcançáveis 41 pontos e sagrando-se bicampeão paulista, fazendo a festa na casa do adversário, que, ao contrário das expectativas anteriores, ainda teria problemas para se livrar do rebaixamento.

### Polêmicas sobre o descenso
A princípio, o regulamento do campeonato apontava que o último colocado deveria ter sido rebaixado. Palmeiras e Comercial de Ribeirão Preto eram os mais ameaçados de rebaixamento, mas, após o fim da competição, a FPF não promoveu o descenso. O problema foi que o Comercial, que terminara na última colocação, brigou pelos pontos de sua partida contra a Portuguesa em Ribeirão Preto, interrompida após o gol dos visitantes. Depois disso, o árbitro deu prosseguimento, mas tratando os minutos finais como "amistoso".
Mais de um mês após o fim do campeonato, a partida foi anulada pelo STJD e remarcada para a segunda quinzena de agosto, em campo neutro, com portões fechados. A Portuguesa venceu novamente por 1 a 0, aparentemente decretando de vez o rebaixamento comercialino, porém o clube de Ribeirão Preto mais uma vez questionou o resultado na Justiça Desportiva, alegando que o lateral Américo, da Portuguesa, tinha sido escalado irregularmente. Inicialmente, a FPF ignorou o apelo do Comercial, mas, já em 1969, o Conselho Nacional de Desportos deu razão ao clube. Como o Campeonato Paulista de 1969 já tinha sido iniciado, os dirigentes do Comercial aceitaram não tomar parte daquela edição do torneio, sendo o clube readmitido em 1970.
O Comercial também reclamava de uma polêmica envolvendo Palmeiras e Guarani, no penúltimo jogo do campeonato. A história sempre fez parte dos causos futebolísticos paulistas, já que sempre foi contada citando um eventual acordo entre Palmeiras e Guarani para que o time da capital paulista não fosse rebaixado. As equipes enfrentaram-se em Campinas, no penúltimo dos jogos adiados do Palmeiras. O suposto acordo era de que, em troca de uma cessão futura de atletas palmeirenses, o Guarani escalaria um time reserva e com um jogador em situação irregular, de maneira tal que, se o time da casa vencesse, o Palmeiras poderia buscar na justiça desportiva os pontos perdidos. O jogo terminou empatado por 1 a 1, placar que eliminou a possibilidade de queda do Palmeiras à divisão inferior.
Em 2012, 44 anos depois da realização da competição, o jornalista Juca Kfouri retomou publicamente a história em seu blog, trazendo documentos registrados em cartório que supostamente provariam o acordo e gerando grande repercussão nas redes sociais. No dia seguinte, reportagem do UOL apontou que o Comercial teria conseguido evitar o seu descenso provando o acerto prévio entre os dois alviverdes, em atuação nos bastidores que contou até com um suborno usando um carro de luxo Simca Chambord, porém o salvamento do clube fora devido às polêmicas nos jogos contra a Portuguesa.
Durante a retomada da polêmica, o historiador do Palmeiras, Fernando Galuppo, contestou com veemência a história. Segundo ele, o acordo não teria razão para existir porque, na rodada anterior ao jogo entre Guarani e Palmeiras, o time da capital derrotou o América de São José de Rio Preto por 2 a 0, supostamente livrando-se do risco de rebaixamento, com duas rodadas de antecedência. Entretanto, após a vitória contra o América o Palmeiras só tinha-se livrado da possibilidade de ser rebaixado diretamente, pois ficou apenas dois pontos à frente do Comercial. Caso os dois times terminassem empatados em pontos, não seria utilizado nenhum critério de desempate: ambos disputariam um jogo-desempate, conhecido à época como "rebolo". Assim, o Palmeiras precisava efetivamente ganhar ao menos um ponto contra o Guarani, para se livrar de qualquer risco, já que enfrentaria o próprio Comercial no último jogo.

## Classificação geral
| Campeonato Paulista de 1968 | Campeonato Paulista de 1968 | Campeonato Paulista de 1968 | Campeonato Paulista de 1968 | Campeonato Paulista de 1968 | Campeonato Paulista de 1968 | Campeonato Paulista de 1968 | Campeonato Paulista de 1968 | Campeonato Paulista de 1968 | Campeonato Paulista de 1968 | Campeonato Paulista de 1968 |
| Time                        | Time                        | Pts                         | J                           | V                           | E                           | D                           | GP                          | GC                          | SG                          |                             |
| --------------------------- | --------------------------- | --------------------------- | --------------------------- | --------------------------- | --------------------------- | --------------------------- | --------------------------- | --------------------------- | --------------------------- | --------------------------- |
| 1                           | Santos                      | 45                          | 26                          | 22                          | 1                           | 3                           | 71                          | 22                          | +49                         |                             |
| 2                           | Corinthians                 | 34                          | 26                          | 14                          | 6                           | 6                           | 46                          | 28                          | +18                         |                             |
| 3                           | Ferroviária                 | 30                          | 26                          | 11                          | 8                           | 7                           | 42                          | 31                          | +11                         |                             |
| 4                           | Portuguesa                  | 28                          | 26                          | 11                          | 6                           | 9                           | 39                          | 31                          | +8                          |                             |
| 5                           | São Paulo                   | 28                          | 26                          | 11                          | 6                           | 9                           | 39                          | 36                          | +3                          |                             |
| 6                           | São Bento                   | 27                          | 26                          | 11                          | 5                           | 10                          | 40                          | 44                          | -4                          |                             |
| 7                           | XV de Piracicaba            | 24                          | 26                          | 9                           | 6                           | 11                          | 36                          | 36                          | 0                           |                             |
| 8                           | Botafogo                    | 23                          | 26                          | 6                           | 11                          | 9                           | 31                          | 39                          | -8                          |                             |
| 9                           | Guarani                     | 22                          | 26                          | 8                           | 6                           | 12                          | 28                          | 29                          | -1                          |                             |
| 10                          | Portuguesa Santista         | 22                          | 26                          | 10                          | 2                           | 14                          | 31                          | 51                          | -20                         |                             |
| 11                          | Palmeiras                   | 21                          | 26                          | 8                           | 5                           | 13                          | 34                          | 43                          | -9                          |                             |
| 12                          | Juventus                    | 20                          | 26                          | 8                           | 4                           | 14                          | 29                          | 39                          | -10                         |                             |
| 13                          | América                     | 20                          | 26                          | 8                           | 4                           | 14                          | 31                          | 43                          | -12                         |                             |
| 14                          | Comercial                   | 20                          | 26                          | 7                           | 6                           | 13                          | 31                          | 56                          | -25                         |                             |

|  |         |
|  | Campeão |

## Jogo decisivo
| 19 de maio de 1968 | Palmeiras       | 1–3           | Santos                                                                   | Palestra Itália, São Paulo                                                                |
|                    | China 1 do 2.º' | Ficha técnica | Edu 8 do 2.º' · Jorge (contra) 13 do 2.º' · Toninho Guerreiro 21 do 2.º' | Público: 42 143 pagantes (50 143 presentes) Renda: NCr$ 68 122 Árbitro: Roberto Goicochea |

- Palmeiras: Maidana; Djalma Santos, Baldocchi, Minuca e Jorge; Zequinha e Júlio Amaral; Suingue, China, Cabralzinho (Moraes) e Gildo. Técnico: Alfredo González
- Santos: Cláudio; Carlos Alberto Torres, Ramos Delgado, Joel Camargo e Rildo; Clodoaldo, Lima e Pelé; Douglas, Toninho Guerreiro e Edu.  Técnico: Antoninho Fernandes

| Campeão Paulista de 1968 |
| ------------------------ |
| SANTOS (11º título)      |